# Лука Захович
Лука Захович (словен. Luka Zahovič; нар. 15 листопада 1995, Гімарайнш) — словенський футболіст, нападник польського клубу «Гурник» (Забже) і національної збірної Словенії.
Син відомого словенського футболіста 90-х Златко Заховича.

## Клубна кар'єра
У дорослому футболі дебютував 2012 року виступами за команду клубу «Марибор», в якій провів один сезон, взявши участь у 12 матчах чемпіонату.
Своєю грою за цю команду привернув увагу представників тренерського штабу клубу «Вержей», до складу якого приєднався 2013 року. Відіграв за цей клуб наступний сезон своєї ігрової кар'єри.
2014 року повернувся до клубу «Марибор». Цього разу провів у складі його команди один сезон. У складі «Марибора» був одним з головних бомбардирів команди, маючи середню результативність на рівні 0,73 голу за гру першості.
Протягом 2015 року захищав кольори команди клубу «Геренвен».
До складу клубу «Марибор» удруге повернувся 2016 року. До травня 2020 року відіграв за команду з Марибора 114 матчів в національному чемпіонаті.
Влітку 2020 Лука перейшов до польського клубу «Погонь» (Щецин).

## Виступи за збірні
2011 року дебютував у складі юнацької збірної Словенії, взяв участь у 28 іграх на юнацькому рівні, відзначившись 9 забитими голами.
Протягом 2015–2016 років залучався до складу молодіжної збірної Словенії. На молодіжному рівні зіграв у 8 офіційних матчах, забив 1 гол.
23 травня 2018 року дебютував в офіційних матчах у складі національної збірної Словенії в товариському матчі проти збірної Чорногорії, 16 жовтня 2018 зіграв у матчі проти Кіпру.
| Дата       | Місто   | Господарі | Результат | Гості              | Турнір                               | Голи | Примітки |
| ---------- | ------- | --------- | --------- | ------------------ | ------------------------------------ | ---- | -------- |
| 16-10-2018 | Любляна | Словенія  | 1 – 1     | Кіпр               | Ліга націй УЄФА 2018-2019 - 1-й етап | -    | 75'      |
| 24-3-2019  | Любляна | Словенія  | 1 – 1     | Північна Македонія | Відбір до ЧЄ 2020                    | -    | 90+1'    |
| 10-6-2019  | Рига    | Латвія    | 0 – 5     | Словенія           | Відбір до ЧЄ 2020                    | -    | 77'      |
| Усього     |         | Матчів    | 3         |                    | Голів                                | 0    |          |

## Титули і досягнення
Командні
- Чемпіон Словенії (5):

«Марибор»: 2012–13, 2013–14, 2014–15, 2016–17, 2018–19
- Володар Кубка Словенії (1):

«Марибор»: 2012–13
- Володар Суперкубка Словенії (2):

«Марибор»: 2013, 2014
Індивідуальні
- Найкращий бомбардир Першої футбольної ліги Словенії (2): 2017–18, 2018–19